# Ilia Tchavtchavadzé
Ilia Tchavtchavadzé (en géorgien : ილია ჭავჭავაძე), canonisé par l'Église orthodoxe géorgienne sous le nom de saint Élie le Juste, né le 27 octobre 1837 (8 novembre dans le calendrier grégorien) à Kvareli et mort le 30 août 1907 (12 septembre dans le calendrier grégorien) à Tsitsamaouri, est une éminente figure de la nouvelle littérature géorgienne, un bienfaiteur public, juriste, longtemps dirigeant du mouvement national de libération de la Géorgie.
Ses idées nationalistes, articulées autour d'un nationalisme culturel, du développement matériel du peuple géorgien, ainsi que d'une économie et d'une éducation gérées par l'État, influencent de nombreux successeurs menchéviques. Lors d'une visite à Tbilissi, il rencontre Joseph Staline, qui le considère avec une admiration de jeunesse,.

## Biographie
Ilia Tchavtchavadzé naît en 1837 à Kvareli (Géorgie de l'Est). En 1857, il est diplômé du 1er Gymnasium classique de Tbilissi (études secondaires). En 1861, Ilia Tchavtchavadzé obtient son diplôme de la faculté de droit de l'université de Saint-Pétersbourg (Russie).
Il est l'auteur d'un nombre important d'œuvres de littérature géorgienne (L'Ermite, Le Fantôme, Est-ce que l'Humain est un Homme ?!, La Veuve d'Otarashvili, Kako le Voleur, etc.) et d'importants articles de presse. À partir de 1863, Ilia Tchavtchavadzé devient le fondateur et le rédacteur en chef des périodiques public et politique Sakartvélos Moambé (1863-1877) et Ivéria (1877-1905).
En plus de ses œuvres décrites ci-avant, il est aussi le fondateur et dirigeant de plusieurs organisations publiques, de culture et d'éducation (Société pour la diffusion de la littérature parmi les Géorgiens, Banc de la noblesse, Société d'art dramatique, Société historico-ethnographique de Géorgie, etc). Il est aussi un traducteur de littérature britannique. Ses œuvres littéraires principales ont été traduites et publiées en français, anglais, allemand, polonais, ukrainien, biélorusse, russe et d'autres langues. Entre 1906 et 1907, il est membre du Conseil d'État (Gosudarstvennaya Duma) de l'Empire russe. Son grand éclectisme l'amène aussi à devenir membre du Comité caucasien de la Société géographique de Russie, de la Société d'ethnographie et d'anthropologie de l'université de Moscou, de la Société des orientalistes de Russie, de la Société littéraire anglo-russe (Londres), etc.
Le 30 août 1907, Ilia Tchavtchavadzé est assassiné par des bolchéviques géorgiens. En 1987, il est canonisé par l'église orthodoxe et apostolique de Géorgie. Il est enterré au panthéon de Mtatsminda.
Il donne son nom à l'université d'État Ilia, située à Tbilissi.